# فرودگاه محلی ویتمن
فرودگاه محلی ویتمن (به انگلیسی: Wittman Regional Airport) یک فرودگاه همگانی باربری با کد یاتا OSH است که یک باند فرود بتن دارد و طول باند آن ۲۴۳۹ متر است. این فرودگاه در کشور ایالات متحده آمریکا قرار دارد و در ارتفاع ۲۴۶ متری از سطح دریا واقع شده است.

## نگارخانه

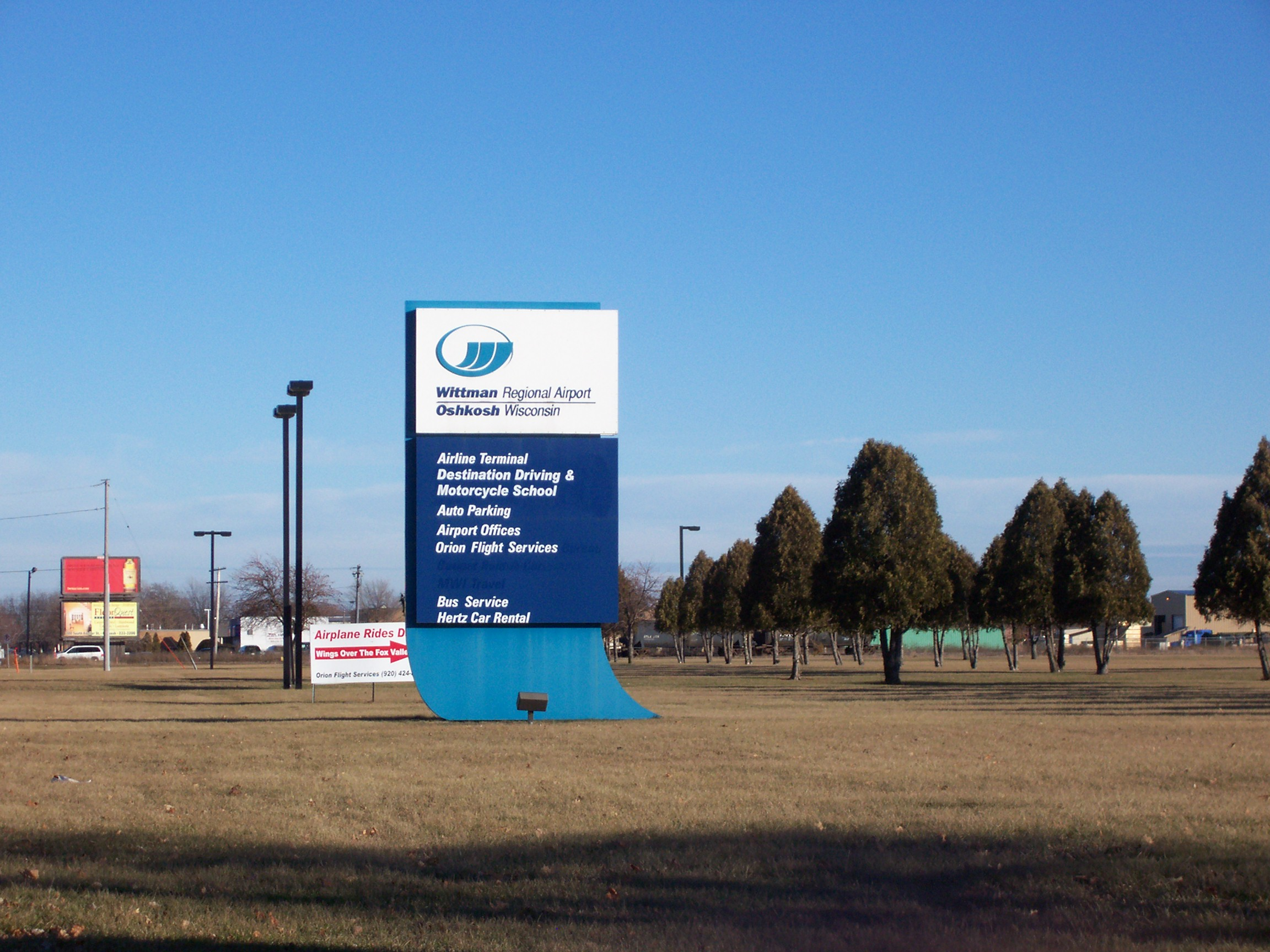
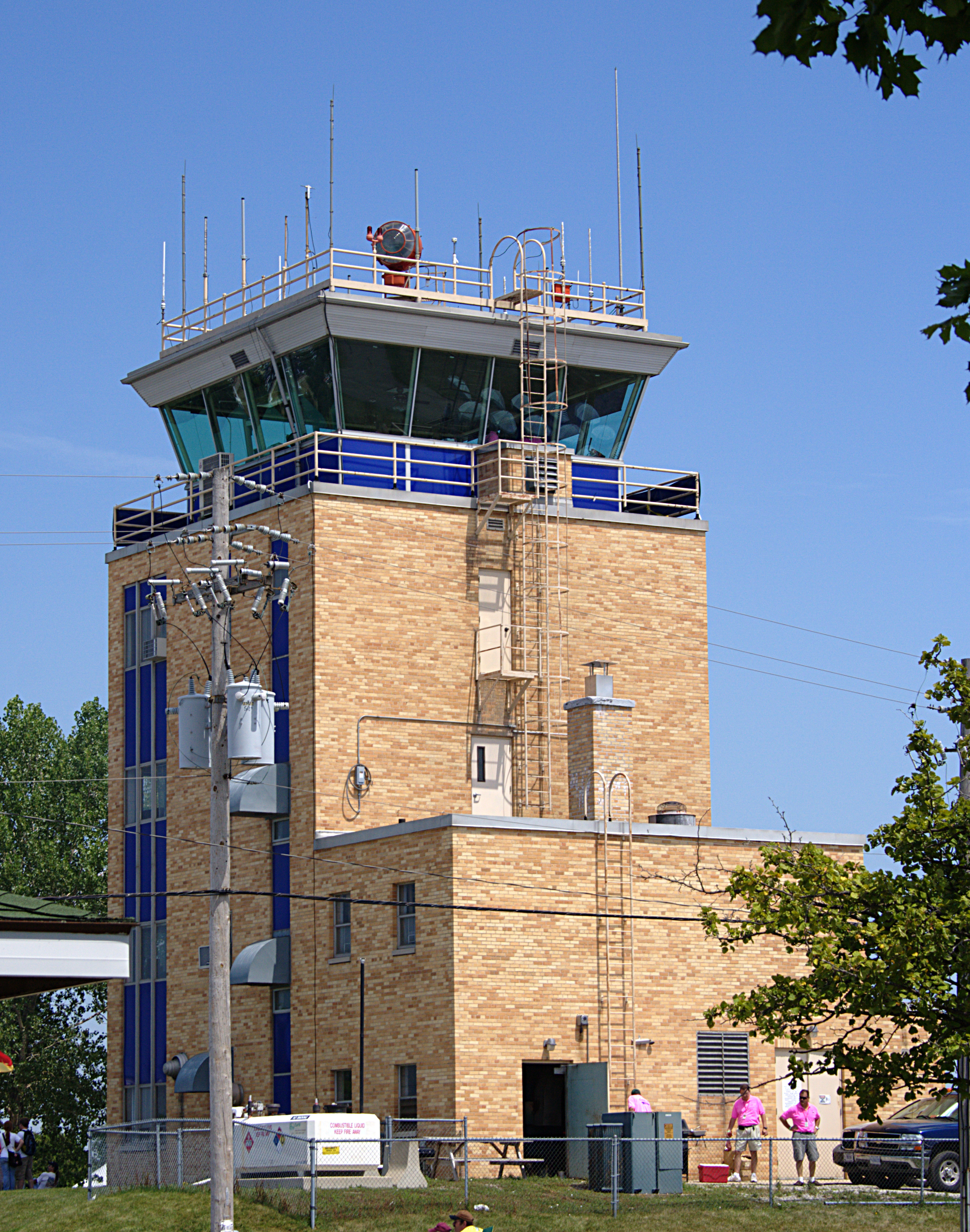
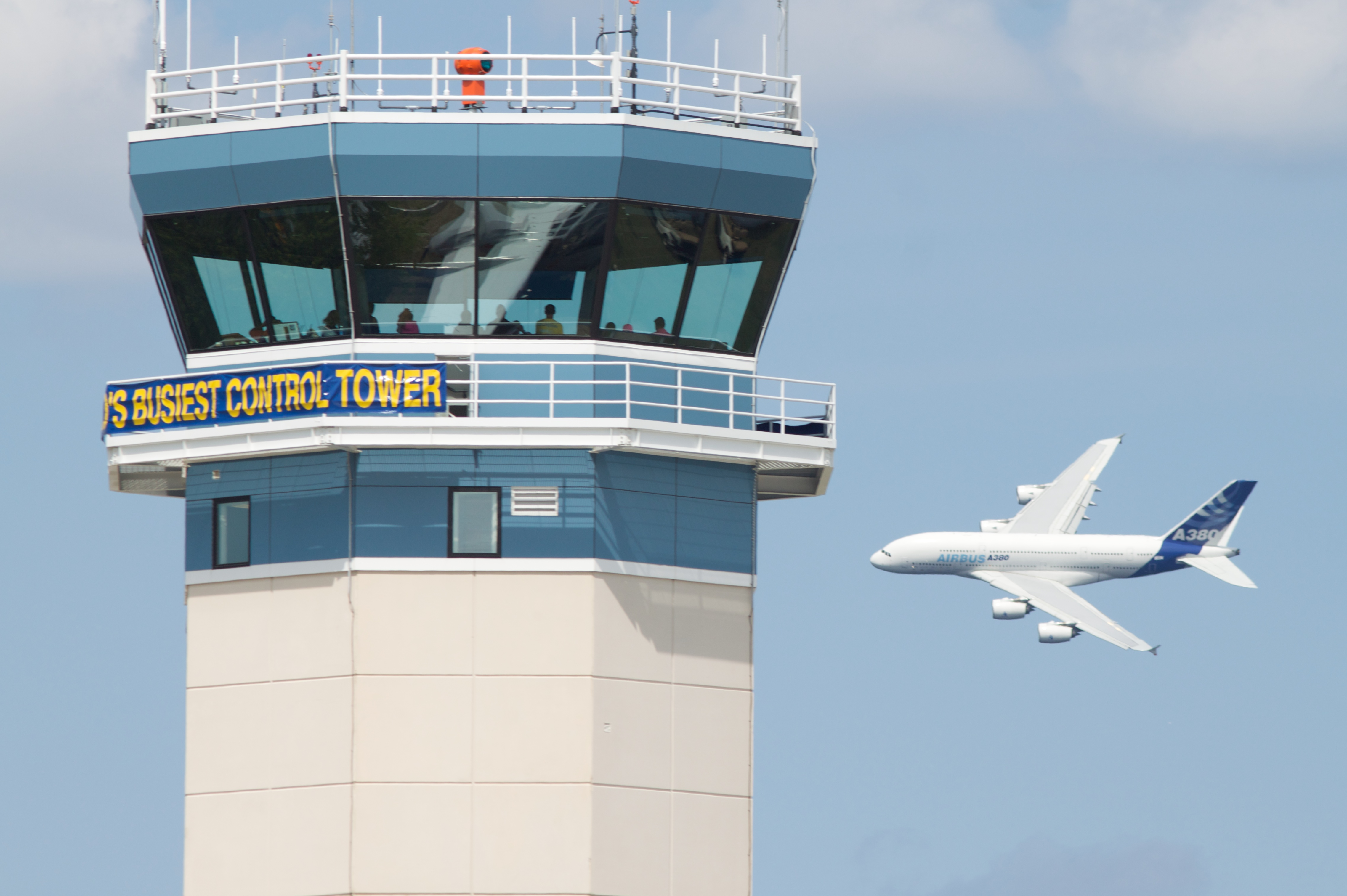
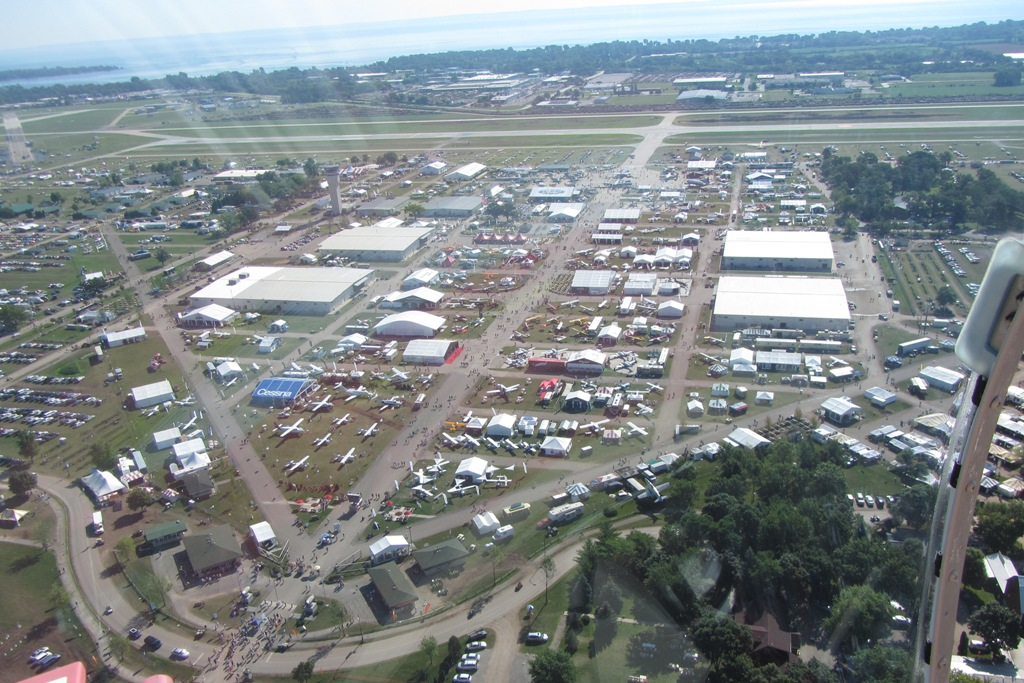